# Валентина Аксак
Валентина Іванівна Аксак (Орлова) (біл. Валянціна Аксак; нар. 28 квітня 1953, c. Смаличі, Несвізький район, Барановицька область) — білоруська поетеса.

## Біографія
Закінчила історичний факультет БДУ (1975). Дебютувала поезією у новополоцькому багатотомнику «Хімік». Працювала кореспондентом, оглядачем газет, завідувачем відділу культури журналу «Білорусь». Кореспондент Радіо Свобода.
У 2020 році назвала обрану президентку Білорусі Світлану Тихановську «Рогнедою XXI століття».

## Визнання
- Член Спілки білоруських письменників (з 1994)
- Лавреат премії «Золотий апостроф» (2008)